# El Collado (Soria)
El Collado es una localidad de la provincia de Soria, partido judicial de Soria,  Comunidad Autónoma de Castilla y León, España. Pueblo de la comarca de  Tierras Altas que pertenece al municipio de Oncala. La localidad está bañada por el Río Linares.
Para la administración eclesiástica de la Iglesia católica, forma parte de la diócesis de Osma la cual, a su vez, pertenece a la archidiócesis de Burgos.

## Demografía
| Gráfica de evolución demográfica de El Collado entre 1842 y 1960 |
| |
| Población de derecho según los censos de población del INE Población de hecho según los censos de población del INEEntre el censo de 1857 y el anterior, crece el término del municipio porque incorpora a 425072 (Navabellida) Entre el censo de 1970 y el anterior, este municipio desaparece porque se integra en el municipio 42135 (Oncala) |

### Economía
Dos fábricas de embutidos.

## Patrimonio
Iglesia del siglo XVIII dedicada a Santa Marina, con un retablo mayor barroco y dos laterales de estilo rococó y una interesante pila bautismal románica.